# دیاپرویل (ویسکانسین)
دیاپرویل (به انگلیسی: Diaperville) یک منطقهٔ مسکونی در ایالات متحده آمریکا است که در شهرستان اشلند، ویسکانسین واقع شده‌است. دیاپرویل ۷۰ نفر جمعیت دارد و ۱۸۵٫۰۲ متر بالاتر از سطح دریا واقع شده‌است.